# Myosorex varius
Myosorex varius е вид бозайник от семейство Земеровкови (Soricidae).

## Разпространение
Видът е разпространен в Лесото, Свазиленд и Южна Африка.